# 江苏路796号
江苏路796号（又名麦加利银行高级职员住宅或麦加利银行上海分行襄理住宅）位于中華人民共和國上海市长宁区江苏路796号，建于1910年，占地9000平方米，建筑面积约927平方米，砖木结构，英式假三层花园住宅，1949年后房主人撤出，該處由房产局代管，1976年改建为上海房地局职工医院，今为复旦大学附属华山医院（分院/分部）1号楼。已列为上海市第四批优秀历史建筑

。